# Le Quatrième Morceau de la femme coupée en trois
Pour plus de détails, voir Fiche technique et Distribution.
Le Quatrième Morceau de la femme coupée en trois est un essai cinématographique de Laure Marsac réalisé en 2007.

## Synopsis
Louise, jeune parisienne, décroche avec difficulté son permis de conduire. Ses démêlés avec les automobiles sont prétexte à un portrait de cette jeune femme par non-dits, à l'image du titre du film.

## Fiche technique
- Réalisation : Laure Marsac
- Pays :  France
- Année : 2007
- Genre : drame
- Durée : 1h10

## Distribution
- Laure Marsac : Louise
- Denis Podalydès : Le moniteur d'auto-école
- Claire Borotra : La mère de Louise
- Justine Gallou : Louise enfant
- Gisèle Casadesus : La dame sur le parking
- Alexia Stresi : l'amie
- Ivan Taïeb : Mathieu
- Emmanuelle Lepoutre : la serveuse
- Lily Taïeb : Aurore
- Grégoire Auclerc-Galland : le jeune homme du parking
- Julie Leibowitch : la dame de l'auto-école